# 真知りさ
真知 りさ（まち りさ、1987年10月18日 - ）は、日本の元グラビアアイドル。

## 人物・来歴
- 神奈川県横浜市出身。
- ボックスコーポレーションに所属していた。2011年に退社。
- 2006年、ミス週プレグランプリ受賞。
- 2010年3月に大学卒業[2]。

## 出演

### DVD
- Fresh 真知りさ（2006年9月22日、マーレ）
- Best match!（2006年12月22日、エアーコントロール）
- Cutie Match（2007年11月23日、CCRE株式会社）
- りさっチャオ（2008年2月22日、フォーサイド・ドットコム）
- Happiness（2008年9月25日、グラッソ）

### テレビ番組
- 関口宏の東京フレンドパークII（2008年4月14日 - 2009年3月23日、TBS）
- cafe吉祥寺で（2008年、テレビ東京） - チカ 役
- つながるセブン（2010年4月5日 - 、ジェイコム東京） - 月曜日アシスタント

### 映画
- Re:Play-Girls リプレイガールズ（2010年、タケヤCMJ） - コナツ 役